# Pobles indígenes de Mèxic

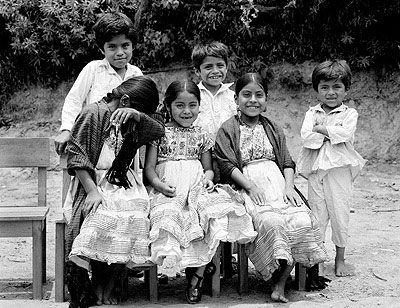
Nens chatins

Mèxic s'ha definit a si mateix en la seva constitució com a nació "pluricultural" en reconeixement de les diverses ètnies que la conformen. El segon article de la constitució reconeix el dret a la determinació i autonomia dels pobles indígenes i el compromís nacional per a llur desenvolupament integral
Viuen a Mèxic, d'acord amb les xifres del Consell Nacional de Població (CONAPO), de l'Institut Nacional d'Estadística, Geografia i Història (INEGI) i de la Comissió Nacional pel Desenvolupament dels Pobles Indígenes (CDI), 12 milions d'indígenes, és a dir, el 12% de la població nacional. Altres organismes nacionals i internacionals, però, prefereixen reportar una xifra de prop del 30% de persones mestisses d'ascendència predominantment indígena, molts dels quals, però, s'han adaptat a la cultura occidental i han oblidat llurs costums i llengües.
A diferència, però, d'altres països Llatinoamèrica, en què els pobles indígenes estan conformats per una sola ètnia predominant o majoritària (països en què una sola llengua ameríndia és predominant o fins i tot co-oficial amb el castellà), a Mèxic hi ha 62 pobles indígenes que parlen 62 llengües diferents (oficialment reconegudes pel govern mexicà), i molts més dialectes. Segons l'INEGI, el 6% de la població mexicana encara parla una llengua indígena, de les quals el nàhuatl i el maia són les més importants.
Històricament, alguns estats de la federació mexicana s'han identificat amb algun o alguns dels diversos pobles indígenes que hi habiten o habitaven; per exemple: Tlaxcala amb els tlaxcalteques, Yucatán, amb els maies, Chichuahua amb els tarahumares et. al.

## Situació social dels pobles indígenes

### Història de la diversitat ètnica
La diversitat ètnica dels pobles indígenes mexicans té el seu origen des d'èpoques prehispàniques. La secció nord de Mèxic (al nord de l'estat de San Luis Potosí, prenent al Tròpic de Càncer com a frontera artificial), s'encontrava escassament habitada per diversos pobles nòmada-caçadors, que sovint són agrupats com a amerindis nord-americans. Per contra el centre i sud-est de Mèxic, una àrea molt més fèrtil, va formar part de la regió de Mesoamèrica, una regió en què es desenvoluparien diverses, complexes i avançades civilitzacions al llarg de la història, com ara la civilització asteca, civilització maia, civilització olmeca, civilització zapoteca, civilització teotihuacana, civilització tolteca entre d'altres. Aquesta regió era densament poblada. Cadascun d'aquests pobles tenia una llengua i cultura úniques, encara que van influenciar-se les unes a les altres.
A l'arribada dels espanyols, aquesta regió estava políticament i/o econòmicament unida sota l'Imperi Asteca (al sud-est per exemple, el poble maia tenia formes autònomes de govern, però, pagaven tributs a l'imperi). A la majoria de les ciutats prehispàniques importants s'han trobat evidències de l'existència de barris multi-racials o multi-culturals, habitats pels immigrants que s'hi establien durant l'època de major influència de les respectives civilitzacions o imperis. (Alguns exemples són: Tenochtitlan, Teotihuacan i Cholula).
Durant la conquesta de Mèxic, els conquistadors es van aprofitar de la diversitat ètnica del país en les seves lluites, realitzant aliances amb els diversos pobles subjugats pels asteques. Aquestes aliances van ser decisives en la victòria dels espanyols, però, els pobles alliberats serien subjugats a un altre imperi. Les guerres, l'exterminació i les pandèmies (de verola i tifus) van matar el 90% de la població indígena de Mèxic; el 1521, any de la caiguda de Tenochtitlan la població de Mèxic era de 18 milions d'habitants; el 1581, era menor a 2 milions. Els pobles indígenes van ser oprimits i marginats durant el període colonial de la Nova Espanya.

### Mèxic pluricultural
Com a nació independent, Mèxic va declarar la llibertat de tots els esclaus (la majoria indígenes), però, la situació econòmica i social dels pobles indígenes va canviar molt poc durant el segle xix. No obstant això, diversos indígenes van integrar-se a la societat mexicana, que s'havia definit a si mateixa, arran de la independència, com a nació mestissa, com ara Benito Juárez que seria el primer president amerindi d'un país d'Amèrica (d'origen zapoteca), i que ampliaria els drets i les oportunitats econòmiques dels indígenes per mitjà de la venda forçada de les "terres de mans mortes" (terres llaurables en mans de l'Església Catòlica).
No obstant això, el major i més important canvi va ser resultat de la Revolució Mexicana, un moviment violent, social i cultural que va marcar la vida del Mèxic del segle xx. La constitució que va sorgir del moviment, el 1917, seria la primera del món a establir garanties individuals per a tots els ciutadans, incloent-hi els pobles indígenes. La revolució també produiria un sentiment nacional en què els pobles indígenes eren, almenys nominalment, el fonament de la societat mexicana. Diverses figures prominents, polítiques i artístiques van promoure el sentiment indigenista de Mèxic, com ara Frida Kahlo i Diego Rivera. En termes econòmics i socials, es va establir el sistema de l'"ejido", un repartiment gratuït de terres als camperols indígenes. Es van reconèixer oficialment 62 llengües indígenes, i es va establir l'educació pública bilingüe a les comunitats indígenes, que inclou la publicació de llibres de text bilingües gratuïts.

### Situació dels pobles indígenes avui dia
La constitució garanteix el reconeixement oficial dels pobles indígenes, les carències econòmiques, accentuades per les crisis dels anys vuitanta i noranta, no han permès el desenvolupament de les diverses comunitats indígenes. Milers d'indígenes han emigrat cap a les grans ciutats, principalment a la ciutat de Mèxic i als Estats Units. Els pobles maies de Chiapas, s'han aixecat, demanant la fi a l'opressió social i a les carències econòmiques que han patit al llarg de la història (reclams que manté l'Exèrcit Zapatista d'Alliberament Nacional). La situació difereix depenent de l'estat. A Yucatán, per exemple, els ciutadans han trobat una identitat cultural i regional pròpia com a poble maia, fins i tot a la desenvolupada capital Mérida, i han realitzat campanyes per la defensa els valors tradicionals yucatecs en oposició a la influència cultural del centre de Mèxic.
El govern continua realitzant diverses campanyes per al desenvolupament de les comunitats rurals i indígenes, i pel reconeixement i preservació de llurs llengües. Existeixen diversos programes radials en llengües indígenes, patrocinats pel govern (alguns dels quals poden ser accedits via internet). El 2001 el Congrés va ampliar les lleis existents, creant la "Llei Federal de Drets Lingüístics" que són reconegudes com a llengües nacionals als territoris on es parlen,

## Composició poblacional indígena

### Pobles indígenes com a percentatge de la població nacional
Oficialment 12 milions de mexicans són indígenes, (12% de la població nacional), però, només el 6% parla una llengua indígena. Els estats amb major proporció indígena són (segons les dades de la CDI): 
- Yucatán, 59% de la població de l'estat
- Oaxaca, 48%
- Quintana Roo, 39%
- Chiapas, 28%
- Campeche, 27%
- Hidalgo, 24%
- Puebla, 19%
- Guerrero, 17%
- San Luis Potosí, 15%
- Veracruz, 15%

### Classificació dels pobles indígenes segons la llengua que parlen
Vegeu també: Llengües de Mèxic
El CDI realitza la classificació dels pobles indígenes basant-se en la llengua que parlen, agrupant als dialectes d'una llengua (en bases lingüístiques i/o històriques) encara que siguin parcialment inintel·ligibles. Aquesta és la classificació dels pobles indígenes:
- Família algonquina: kikapú
- Família yumana: paipai, kiliwa, cucapá, cochimí i kumiai
- Família seri: seri
- Família tlequistateca: txontals (dividits en txontals de la costa i txontals dels alts, és a dir, de la serralada)
- Família tepimana: pàpago, pima, tepehuano del nord i tepehuno del sud
- Família tarahita: tarahumares, guarijío, yaquis i mayos
- Família coratxol: Cores i huitxols
- Família nahua: pobles nahua (que parlen el nàhuatl i els seus dialectes).
- Família totonaca: els totonaques, i els tepehues
- Família otopame: pames del nord, pames del sud, txitximeca jonaz, otomís, mazahua, matlatzinca i ocuilteco.
- Família popoloca: popolocas, txotxo, ixcateco, mazatecas
- Família tlapaneca: tlapanecs
- Família amuzga: amuzgos de Guerrero, amuzgos d'Oaxaca
- Família mixteca: mixtecs, cuicatecs, i triquis
- Família txatino-zapoteca: chatinos, zapoteques
- Família txinanteca: txinantecs
- Família chiapaneca-mangue: txiapanecs
- Família purépetxa: purépetxes
- Família huave: huaves
- Família mixe-zoque: zoque popoluca, mixes
- Família maia: huastecs, maies, lacandons, chols (txols), txontals de Tabasco, tzeltals, tzotzils, chuj (txukh), tojolabal, kanjobal, jacaltecos, motozintleco, mams, tecos, ixils, aguacatecos, quitx, caktxiquel i kektxí.